# Aeroportul Minot
Aeroportul Minot (IATA: MOT, ICAO: KMOT, FAA LID: MOT) este un aeroport din Dakota de Nord, Statele Unite ale Americii ce deservește zona Minot. Aeroportul a fost tranzitat în 2019 de 328.206 pasageri. A fost numit după zona deservită.
Situat la o altitudine de 523 m, aeroportul dispune de 2 piste.

## Infrastructură

### Piste
Aeroportul dispune de 2 piste. Pista 08/26 are suprafața de asfalt și dimensiunile 6.351 picioare × 100 picioare. Pista 13/31 are suprafața de beton și dimensiunile 7.700 picioare × 150 picioare. 